# Parisi (São Paulo)
Pour les articles homonymes, voir Parisi.
Parisi est une municipalité brésilienne de l'État de São Paulo et la Microrégion de Votuporanga.